# Vřesovcotvaré

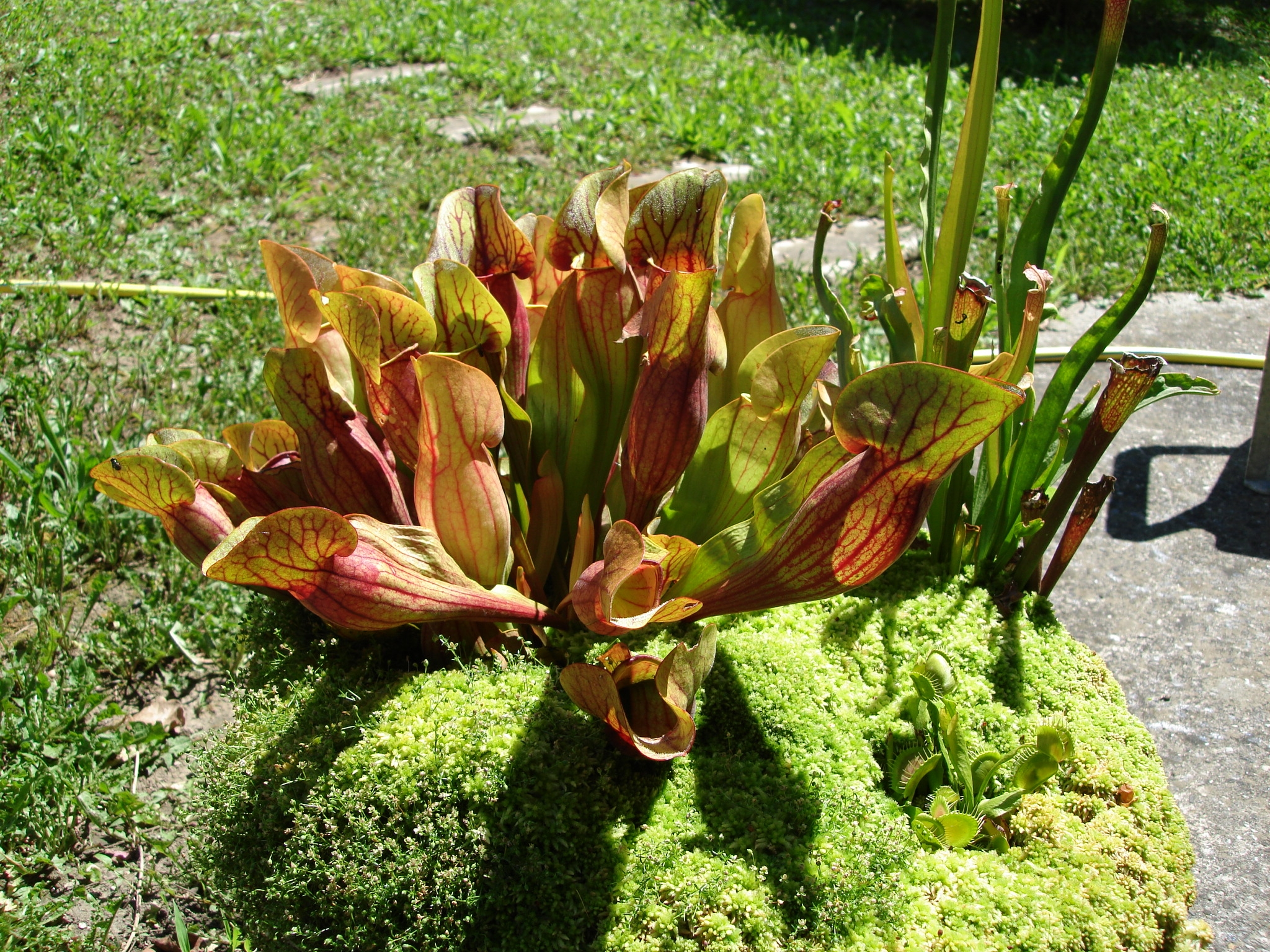
Špirlice, masožravá rostlina

Vřesovcotvaré (Ericales) je řád vyšších dvouděložných rostlin.

## Charakteristika
Řád je velmi různorodý, zahrnuje byliny, keře, liány i stromy. Nalezneme zde masožravé rostliny (čeledi špirlicovité (Sarraceniaceae) a Roridulaceae) i nezelené rostliny s redukovanými listy a heterotrofní výživou (např. hnilák (Monotropa)). Převládá pětičetná koruna, korunní lístky jsou často srostlé.
Mykorhiza je symbióza často oprávněně spojovaná s vřesovcotvarými (Ericales). Symbióza s kořenovými houbami hub je poměrně častá u zástupců řádu, a existují dokonce tři druhy mykorhizy, které je možné nalézt pouze u vřesovcotvarých (jmenovitě erikoidní, arbutoidní a monotropoidní mykorrhiza). Vřesovcotvaré, ale i další rostliny z jiných řádů, mají význam pro své mimořádné schopnosti hromadit hliník (Jansen et al., 2004).

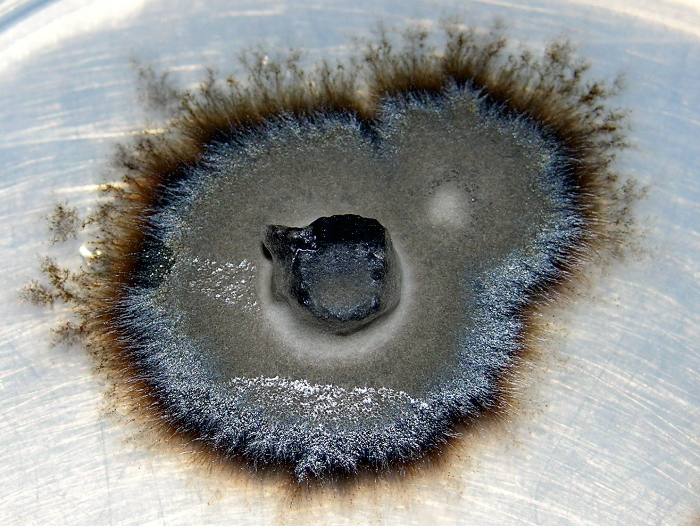
Houba která se účastní erikoidní mykorhizy izolovaná z Woollsia pungens

Vřesovcotvaré jsou kosmopolitní řád. Některé čeledi jsou omezeny na tropy, jiné se vyskytují především v arktických nebo mírných oblastech. Celý řád obsahuje více než 8000 druhů, z nichž vřesovcovité (Ericaceae) čítají 2000-4000 druhů (podle různých odhadů).

## Taxonomie
V původním Cronquistově systému byl tento řád umístěn ve skupině Dilleniidae a bylo v něm zahrnuto méně čeledí
(Ericaceae, Cyrillaceae, Clethraceae, Grubbiaceae, Empetraceae, Epacridaceae, Pyrolaceae, Monotropaceae).

## Využití
Největší hospodářský význam má čaj (Camellia sinensis) z čeledi čajovníkovité (Theaceae). K řádu patří i některé rostliny s jedlými plody, například kiwi (Actinidia deliciosa), tomel (rod Diospyros), borůvka a například klikva. Řád zahrnuje také rostlinu Vitellaria paradoxa, která je hlavním zdrojem tuků pro miliony subsaharských Afričanů. Mnoho druhů z vřesovcotvarých se pěstuje pro jejich nápadné květy: dobře známým příkladem jsou azalka, rododendron, kamélie, prvosenka, brambořík, plamenka.

## Přehled čeledí
- aktinidiovité (Actinidiaceae)
- cyrilovité (Cyrillaceae)
- čajovníkovité (Theaceae)
- ebenovité (Ebenaceae)
- diapensiovité (Diapensiaceae)
- hrnečníkovité (Lecythidaceae)
- chejlavovité (Roridulaceae)
- jirnicovité (Polemoniaceae)
- jochovcovité (Clethraceae)
- markgraviovité (Marcgraviaceae)
- netýkavkovité (Balsaminaceae)
- prvosenkovité (Primulaceae)
- sturačovité (Styracaceae)
- samoduťovité (Symplocaceae)
- špirlicovité (Sarraceniaceae)
- vřesovcovité (Ericaceae)
- zapotovité (Sapotaceae)
- Fouquieriaceae
- Mitrastemonaceae
- Pentaphylacaceae
- Sladeniaceae
- Tetrameristaceae[1]